# Proces Penrose
Proces Penrose- reprezintă un proces imaginar de extragere a energiei din gaura neagră. A fost sugerat de fizicianul britanic Roger Penrose în anul 1969. Un obiect apropiat de orizontul de evenimente al găurii negre poate să se dezintegreze în 2 particule. Una dintre aceste particule este absorbită în gaura neagră, iar cealaltă, cu energie provenită din energia de rotație a găurii negre se depărtează de gaură. Astfel, gaura neagră î-și micșorează energia de rotație, iar la distanțe mari de gaură apare o particulă care transportă energia găurii negre. 

## Despre
- Oxford Dictionary of Physics, Oxford Unversity Press, p. 391
- Alex Găină ș.a. Soviet Physics Journal, 1978, N9